# Tüdevtej járás
Tüdevtej járás (mongol nyelven: Түдэвтэй сум) Mongólia Dzavhan tartományának egyik járása. Területe 2800 km². Népessége 2003 fő.
Székhelye Ojgon (Ойгон), mely 200 km-re északnyugatra ekszik Uliasztaj tartományi székhelytől.